# Leptodermis ordosica
Leptodermis ordosica là một loài thực vật có hoa trong họ Thiến thảo. Loài này được H.C.Fu & E.W.Ma mô tả khoa học đầu tiên năm 1980.